# Systematik der Webspinnen
Die Ordnung der Webspinnen (Araneae) umfasst über 52.637 bisher beschriebenen Arten, die in 134 Familien mit 4.417 Gattungen aufgeteilt werden. (Stand: Januar 2025).

## Einteilung in Unterordnungen
In der nachfolgenden Liste finden sich alle Familien des Taxons, geordnet nach dessen 3 Unterordnungen. (Stand: 2012).

### Unterordnung Mesothelae
Die Mesothelae, die die kleinste Unterordnung der Webspinnen bilden, umfassen nur eine Familie mit 5 Gattungen in 89 Arten:

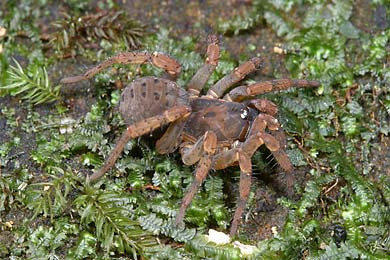
Ryuthela tanikawai

- Liphistiidae THORELL, 1869

### Unterordnung Mygalomorphae
Die Unterordnung Mygalomorphae, zu der unter anderem die Vogelspinnen gehören, umfasst 15 Familien und 326 Gattungen mit insgesamt 2693 Arten:

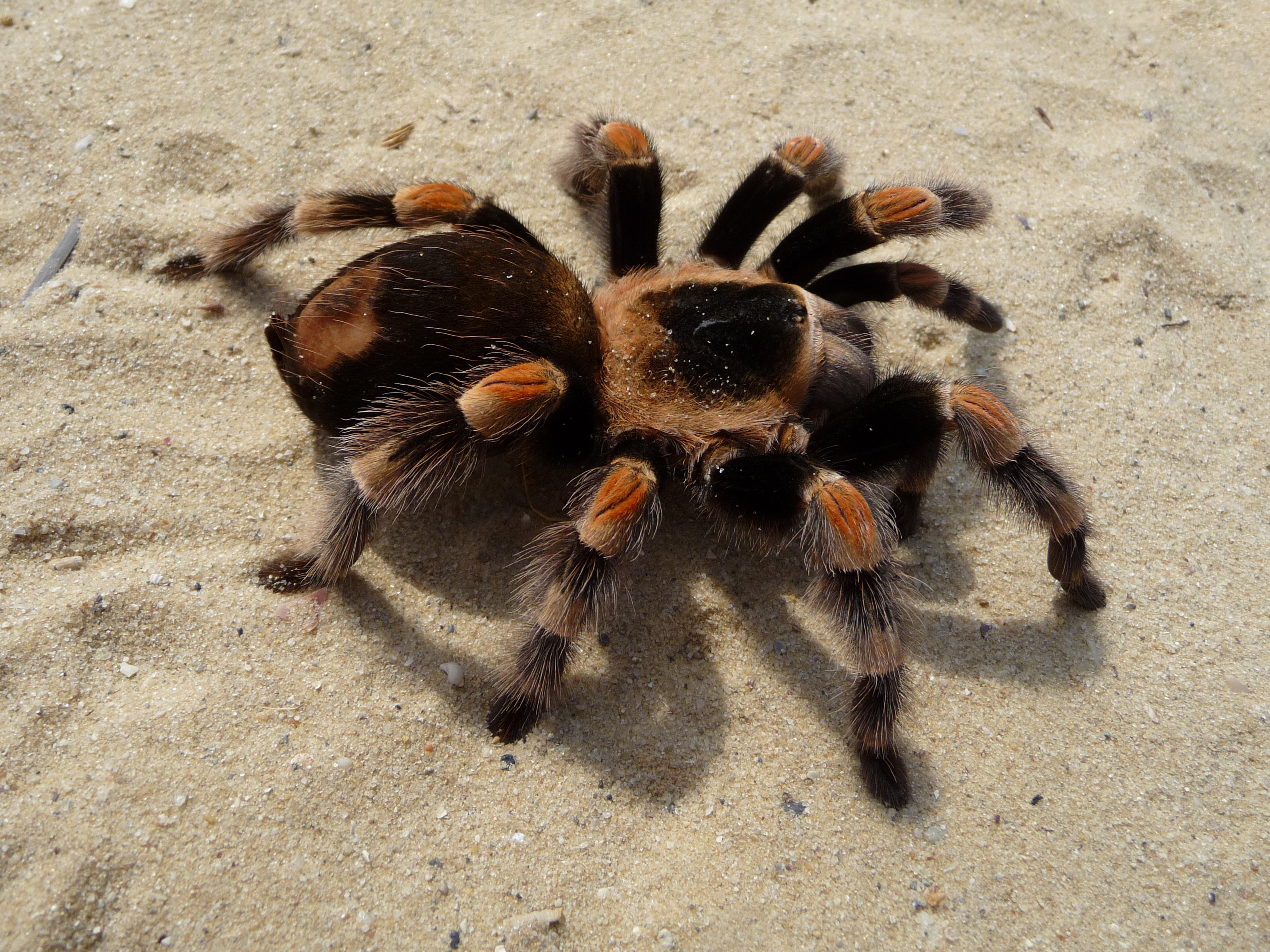
Brachypelma auratum

Atypoidea
- Antrodiaetidae GERTSCH, 1940
- Atypidae THORELL, 1870

Barycheloidea
- Barychelidae SIMON, 1889

Ctenizoidea
- Ctenizidae THORELL, 1887

Cyrtauchenioidea
- Cyrtaucheniidae SIMON, 1892

Dipluroidea
- Dipluridae SIMON, 1889

Hexatheloidea
- Hexathelidae SIMON, 1892

Idiopoidea
- Idiopidae SIMON, 1892

Mecicobothrioidea
- Mecicobothriidae HOLMBERG, 1882
- Microstigmatidae ROEWER, 1942

Migoidea
- Actinopodidae SIMON, 1892
- Migidae SIMON, 1892

Nemesioidea
- Nemesiidae SIMON, 1892

Theraphosoidea
- Theraphosidae THORELL, 1870
- Paratropididae SIMON, 1889

### Unterordnung Araneomorphae
Die Araneomorphae bilden die mit Abstand größte Unterordnung der Webspinnen. Die Gruppe umfasst 39.969 Arten in 3528 Gattungen, die in 94 Familien eingeordnet werden:
Agelenoidea
- Agelenidae C.L.KOCH, 1837
- Amphinectidae FORSTER & WILTON 1973

Amaurobioidea
- Amaurobiidae THORELL, 1870

Araneoidea
- Anapidae SIMON, 1895
- Araneidae SIMON, 1895
- Cyatholipidae SIMON, 1894
- Linyphiidae BLACKWALL, 1859
- Mysmenidae PETRUNKEVITCH, 1928
- Nephilidae SIMON, 1894
- Nesticidae SIMON, 1894
- Pimoidae WUNDERLICH, 1986
- Sinopimoidae LI & WUNDERLICH, 2008
- Symphytognathidae HICKMAN, 1931
- Synaphridae WUNDERLICH, 1986
- Synotaxidae SIMON, 1894
- Tetragnathidae MENGE, 1866
- Theridiidae SUNDEVALL, 1833
- Theridiosomatidae SIMON, 1881

Archaeoidea
- Archaeidae C.L.KOCH & BERENDT, 1854
- Holarchaeidae FORSTER & PLATNICK, 1984
- Mecysmaucheniidae SIMON, 1895
- Micropholcommatidae HICKMAN, 1944
- Pararchaeidae FORSTER & PLATNICK, 1984

Austrochiloidea
- Austrochilidae ZAPFE, 1955
- Gradungulidae FORSTER, 1955

Caponioidea
- Caponiidae SIMON, 1890

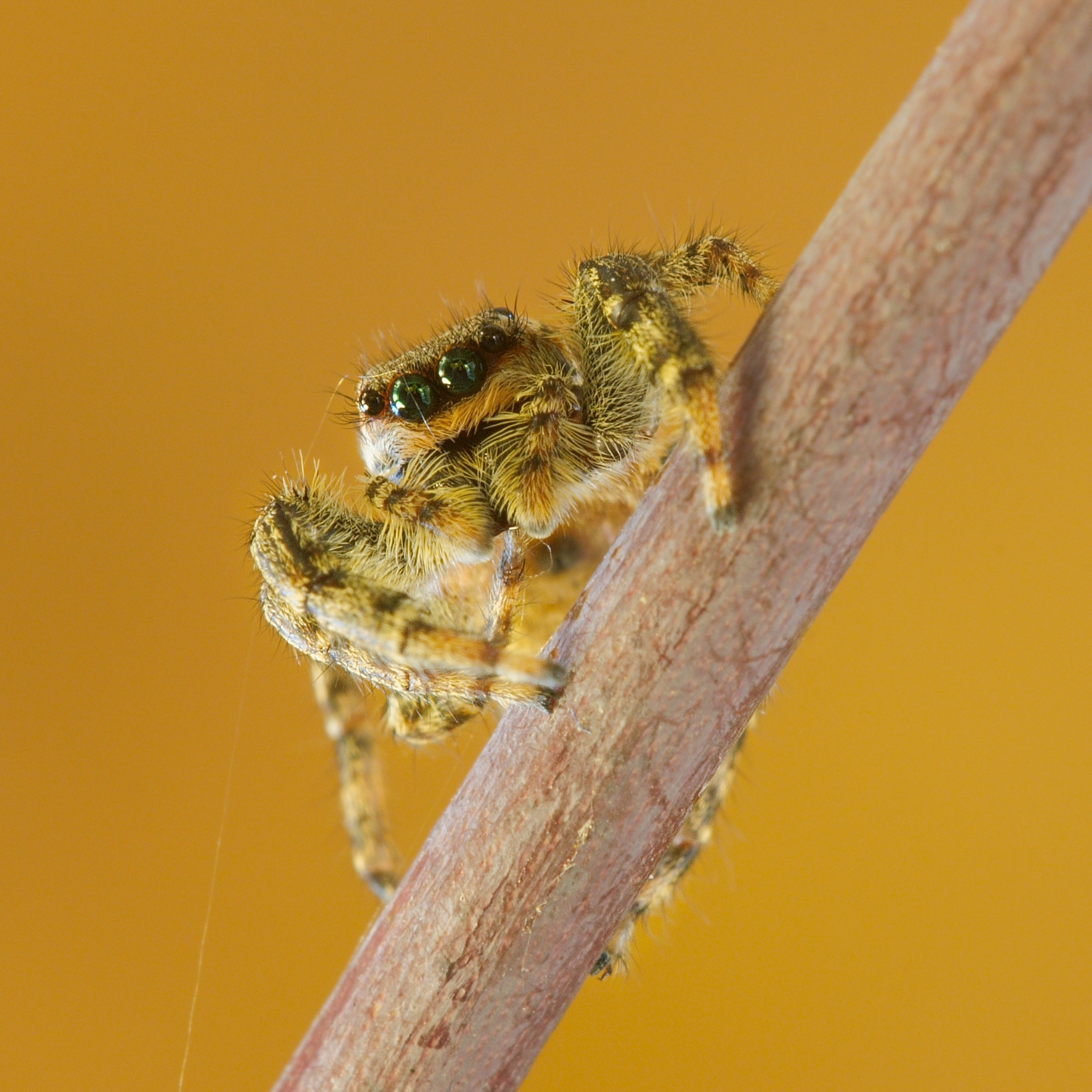
Marpissa muscosa

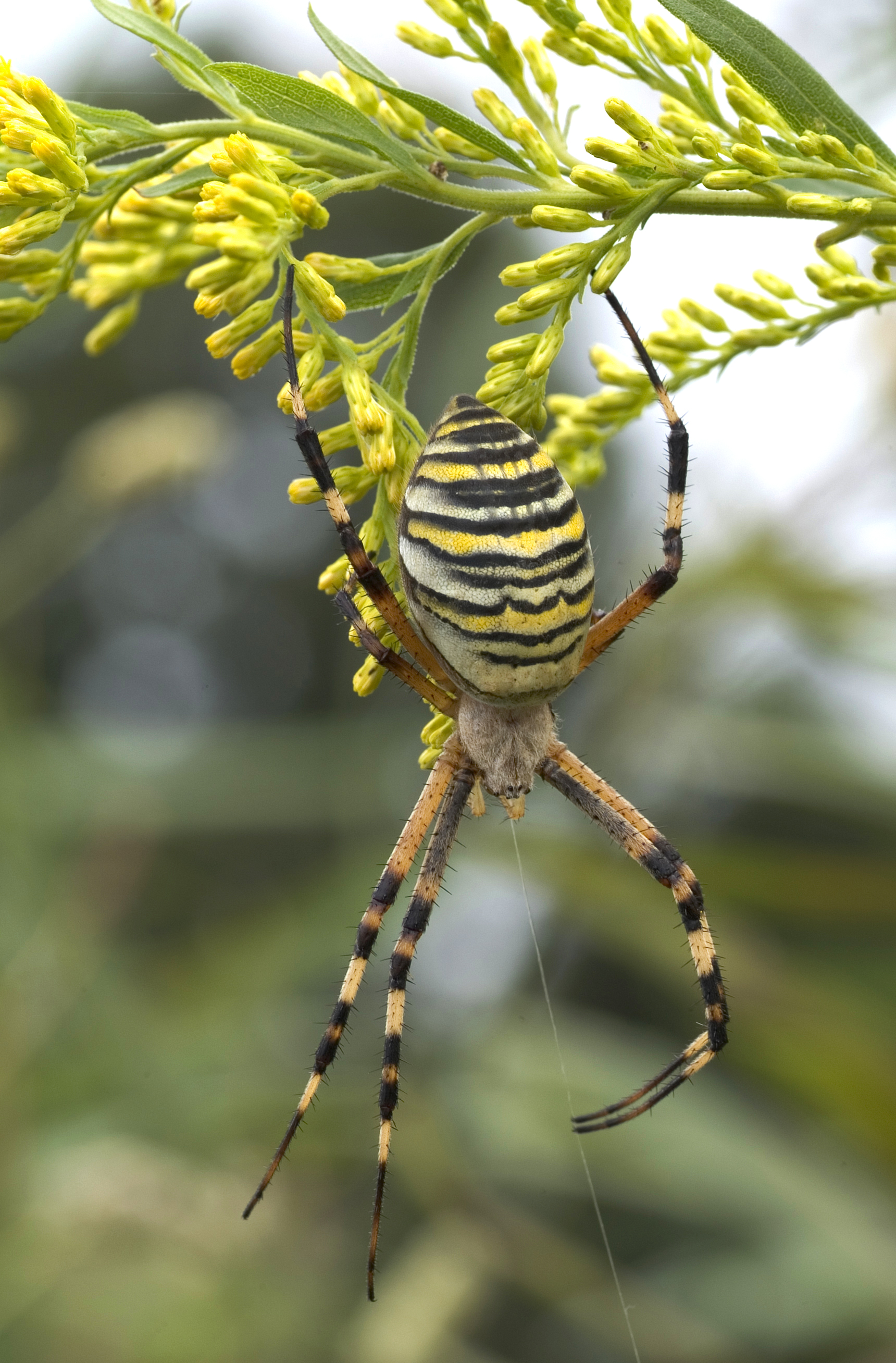
Wespenspinne

- Tetrablemmidae O.P.-CAMBRIDGE 1873

Corinnoidea
- Corinnidae KARSCH, 1880
- Liocranidae SIMON, 1897

Dictynoidea
- Anyphaenidae BERTKAU, 1878
- Cybaeidae BANKS, 1892
- Desidae POCOCK, 1895
- Dictynidae O.P.-CAMBRIDGE 1871
- Hahniidae BERTKAU, 1878
- Nicodamidae SIMON, 1898

Dysderoidea
- Dysderidae C.L.KOCH, 1837
- Oonopidae SIMON, 1890
- Orsolobidae COOKE, 1965
- Segestriidae SIMON, 1893
- Trogloraptoridae Griswold, Audisio, Ledford, 2012[4]

Eresoidea
- Eresidae C.L.KOCH, 1851
- Hersiliidae THORELL, 1870
- Oecobiidae BLACKWALL, 1862

Filistatoidea
- Filistatidae AUSSERER, 1867

Gnaphosoidea
- Ammoxenidae SIMON, 1893
- Cithaeronidae SIMON, 1893
- Gallieniellidae MILLOT, 1947
- Gnaphosidae POCOCK, 1898
- Lamponidae SIMON, 1893
- Prodidomidae SIMON, 1884
- Trochanteriidae KARSCH, 1879

Hypochiloidea
- Hypochilidae MARX, 1888

Leptonetoidea
- Leptonetidae SIMON, 1890
- Ochyroceratidae FAGE, 1912
- Telemidae FAGE, 1913

Lycosoidea
- Ctenidae KEYSERLING, 1877
- Lycosidae SUNDEVALL, 1833
- Oxyopidae THORELL, 1870
- Pisauridae SIMON, 1890
- Psechridae SIMON, 1890
- Senoculidae SIMON, 1890
- Stiphidiidae DALMAS, 1917
- Trechaleidae SIMON, 1890
- Zorocratidae DAHL, 1913
- Zoropsidae BERTKAU, 1882

Mimetoidea
- Malkaridae DAVIES, 1980
- Mimetidae SIMON, 1881

Palpimanoidea
- Huttoniidae SIMON, 1893
- Palpimanidae THORELL, 1870
- Stenochilidae THORELL, 1873

Pholcoidea
- Diguetidae F.O.P.-CAMBRIDGE 1899
- Pholcidae C.L.KOCH, 1851
- Plectreuridae SIMON, 1893

Salticoidea
- Salticidae BLACKWALL, 1841

Scytodoidea
- Drymusidae SIMON, 1893
- Periegopidae SIMON, 1893
- Scytodidae BLACKWALL, 1864
- Sicariidae KEYSERLING, 1880

Selenopoidea
- Selenopidae SIMON, 1897

Sparassoidea
- Sparassidae BERTKAU, 1872

Tengelloidea
- Tengellidae DAHL, 1908

Thomisoidea
- Philodromidae THORELL, 1870
- Thomisidae SUNDEVALL, 1833

Titanoecoidea
- Phyxelididae LEHTINEN, 1967
- Titanoecidae LEHTINEN, 1967

Uloboroidea
- Deinopidae C.L.KOCH, 1850
- Uloboridae THORELL, 1869

Zodaroidea
- Penestomidae SIMON, 1903
- Zodariidae THORELL, 1881

incertae sedis
- Chummidae JOCQUÉ, 2001
- Clubionidae WAGNER, 1887
- Cycloctenidae SIMON, 1898
- Eutichuridae LEHTINEN, 1967
- Homalonychidae SIMON, 1893
- Miturgidae SIMON, 1895